# Вспомогательные исторические дисциплины (сборник)
Вспомога́тельные истори́ческие дисципли́ны — специальный периодический сборник научных статей, ежегодник, основанный в 1937 году и специализирующийся на вспомогательных исторических дисциплинах. Учредителями издания являются Отделение историко-филологических наук РАН, Санкт-Петербургское отделение Археографической комиссии РАН и Санкт-Петербургский институт истории РАН. Ныне выпускается СПбИИ РАН.

## История издания
Издание было основано по инициативе академика М. Н. Тихомирова и утверждено Президиумом АН СССР. Прообразом издания стал сборник «Вспомогательные исторические дисциплины», который был выпущен в 1937 году издательством АН СССР (с 1963 — издательство «Наука») в Ленинграде. Во второй половине XX века, по инициативе и при активном участии профессора С. Н. Валка, был задуман специальный ежегодник под таким названием, первый том которого вышел в 1968 году в Ленинградском отделении издательства «Наука». Учредителями выступили Отделение истории АН СССР и Ленинградское отделение Археографической комиссии АН СССР. В редколлегию кроме С. Н. Валка (ответственный редактор) вошли Н. Е. Носов, В. И. Рутенбург и В. Г. Чернуха (ответственный секретарь). В статьях первого тома сборника был дан обзор таких вспомогательных исторических дисциплин, как изучение летописания, дипломатика, сфрагистика, палеография, историческая география, изучение делопроизводственных документов, экономическая история, генеалогия, социальная история, археография и пр.  В археографическом направлении, помимо обзоров документов и актов русского происхождения, значимое место занимает обзор архивных фондов и коллекций, относящихся к западноевропейскому средневековью.
Кроме того, большое внимание в выпусках сборника, вплоть до 24-го тома, уделялось изучению проблем, связанных с историографией и источниковедением истории России периода Октябрьской революции. В 1990-е годы редколлегия приняла решения расширить спектр принимаемых к публикации материалов. Издание было дополнено публикациями эпистолографического и мемуарного наследия, а также обзорами архивных фондов, содержащих рукописные книги и документы, охватывающие все периоды как всеобщей, так и отечественной истории, с древнейших времён до XX века.
В состав редколлегии сборника в разное время входили как ленинградские (с 1991 — санкт-петербургские) учёные, так и учёные из других городов. Среди них Д. С. Лихачёв, В. Л. Янин, А. И. Копанев, М. Б. Свердлов и другие.
После распада СССР издание стало испытывать финансовые трудности, из-за чего выход в свет новых томов стал менее регулярным. Значительную финансовую поддержку «Вспомогательным историческим дисциплинам», как и другим санкт-петербургским ежегодникам («Труды Отдела древнерусской литературы», «Временник Пушкинской комиссии» и «Ежегодник Рукописного отдела Пушкинского дома»), оказал Российский гуманитарный научный фонд. В связи с прекращением в 1990-х годах финансовой господдержки издательству «Наука», выпуск ежегодника продолжило основанное в 1992 году в Санкт-Петербурге издательство «Дмитрий Буланин». С 2021 года (Т. 40) издание осуществляется непосредственно Санкт-Петербургским институтом истории РАН.

## Ответственные редакторы
- 1968—1976 (Т. 1—7) — д.и.н. С. Н. Валк
- 1977—1983 (Т. 8—15) — д.и.н. Н. Е. Носов
- 1984—2000 (Т. 16—27) — член-корр. РАН В. А. Шишкин
- 2002—2013 (Т. 28—32) — д.и.н. В. Н. Плешков
- 2015—2019 (Т. 33—38) — д.и.н. Н. Н. Смирнов
- 2020 (Т. 39) — д.и.н. М. Б. Свердлов
- 2021 — н. в. (Т. 40) — член-корр. РАН А. В. Сиренов

## Редакционная коллегия
В актуальный состав редколлегии входят: д.и.н. А. И. Алексеев, д.и.н. В. Г. Вовина, д.и.н. Л. А. Герд, д.и.н. И. В. Лукоянов, к.и.н. Д. М. Омельченко (отв. секретарь), д.и.н. Д. И. Раскин, д.и.н. А. А. Селин, д.и.н. А. Ю. Серегина, д.и.н. Е. Д. Твердюкова, чл.-корр. РАН И. В. Тункина, к.и.н. А. В. Чиркова, д.и.н. В. В. Шишкин (зам. главного редактора).

## Обзоры и рецензии
- Каменцева Е. И. Обзор: «Вспомогательные исторические дисциплины» // Вопросы истории. — М., 1984. — № 3. — С. 112—121.
- Шевченко Ф. П. Рецензия: Вспомогательные исторические дисциплины. Сб. 1—2. — Л.: Наука, 1968—1969 (укр.) // Український історичний журнал. — Киев, 1970. — № 7. — С. 139—142.